# Juraveț, Lokaci
Juraveț (în ucraineană Журавець) este un sat în comuna Holopîci din raionul Lokaci, regiunea Volînia, Ucraina.

## Demografie
Componența lingvistică a localității Juraveț
     Ucraineană (99,09%)
     Alte limbi (0,91%)
Conform recensământului din 2001, majoritatea populației localității Juraveț era vorbitoare de ucraineană (99,09%), existând în minoritate și vorbitori de alte limbi.